# The History of Fairport Convention
| Recensione | Giudizio |
| ---------- | -------- |
| AllMusic   |          |

The History Of Fairport Convention è un album dei Fairport Convention pubblicato nel 1972.

## Tracce
1. Meet On The Ledge – 2:55
2. Fotheringay – 3:08
3. Mr. Lacey – 2:56
4. Book Song – 3:18
5. Sailor's Life – 11:12
6. Si Tu Dois Partir – 2:24
7. Who Knows Where The Time Goes – 5:12
8. Matty Groves – 8:12
9. Now Be Thankful – 2:27
10. Walk Awhile – 4:03
11. Sloth – 9:18
12. Bonny Black Hare – 3:08
13. Angel Delight – 4:11
14. Bridge Over The River Ash – 2:17
15. John Lee – 3:07
16. Breakfast In Mayfair – 3:12
17. Hanging Song – 5:27
18. The Four Poster Bed – 1:58